# Джил Поул
Джил Поул (на английски: Jill Pole) е измислена героиня от фентъзи-поредицата за деца на К. С. Луис - „Хрониките на Нарния“. Тя е съученичка на Юстас Скруп. Спомената е в следните книги от поредицата - „Сребърният стол“ и „Последната битка“
Появява се за първи път в „Сребърният стол“. Много малко се знае за семейството и или живота и преди тя да се сприятели с Юстас. Единственото нещо, което е ясно е, че тя е тормозена (както и много други ученици) в училището си от група деца, посочени просто като „Онези“, и че, когато и се прииска да поплаче се скрива зад физкултурния салон, където Юстас я намира в началото на романа. Тя добре помни, че той е бил част от същите „Онези“ допреди година. В крайна сметка, Юстас и Джил стават приятели, като отчасти това се дължи на промяната в поведението на Юстас, дошло като резултат от преживяното от него в „Плаването на „Разсъмване““. Впоследствие двамата попадат в света на Нарния, където им е възложена задачата по издирването на изчезналия принц Ралиан. В перипетиите им помага и блатния мърморец Пъдълглъм. Второто и пристигане в Нарния е свързано със събитията в последната книга от поредицата - „Последната битка“. Там тя и Юстас помагат на крал Тириан.